# Al Ain International Airport
Al Ain International Airport är en flygplats i Förenade Arabemiraten. Den ligger i den nordöstra delen av landet, 130 kilometer öster om huvudstaden Abu Dhabi. Al Ain International Airport ligger 264 meter över havet.
Terrängen runt Al Ain International Airport är huvudsakligen platt. Al Ain International Airport ligger uppe på en höjd.  Trakten runt Al Ain International Airport är glesbefolkad, med 17 invånare per kvadratkilometer.. Närmaste större samhälle är Al Ain, 17,2 kilometer sydost om Al Ain International Airport. 
Trakten runt Al Ain International Airport är ofruktbar med lite eller ingen växtlighet.